# Sägehaie
Die Sägehaie (Pristiophoridae) bilden eine  Familie der Haie, die ihrerseits aus zwei Gattungen, Pliotrema und Pristiophorus, besteht. Ohne nähere Verwandte bilden sie gleichzeitig eine der acht Ordnungen der Haie, die Sägehaiartigen (Pristiophoriformes).

## Verbreitung
Die bisher bekannten Arten leben vor allem im westlichen Atlantik, bei Kuba, Florida und den Bahamas, im südwestlichen Indischen Ozean bei Südafrika und im westlichen Pazifik von Australien bis Japan.

## Merkmale
Sägehaie bilden eine der eigentümlichsten Gruppen der Haie und ihre äußere Form mit dem langgestreckten, sägeblattartigen Rostrum kann leicht zu Verwechslungen mit den Sägerochen führen, die aber zu den Rochen gerechnet werden und von denen sich die Sägehaie durch die beiden Barteln auf jeder Seite der Säge unterscheiden und vor allem durch die Tatsache, dass sich die Kiemenspalten nicht auf der Unterseite des Körpers befinden. Die flache Säge ist abwechselnd mit großen und kleinen Zähnen besetzt, die regelmäßig ersetzt werden. Die meisten Arten werden nicht länger als eineinhalb Meter, die größte mit maximal 140 Zentimetern Länge ist Warrens Sechskiemer-Sägehai. Wie die Engelhaie haben auch die Sägehaie zwei stachellose Rückenflossen, keine Afterflosse sowie große Spritzlöcher.
| Vergleich von Sägehaien und Sägerochen | Vergleich von Sägehaien und Sägerochen         | Vergleich von Sägehaien und Sägerochen | Vergleich von Sägehaien und Sägerochen |
| -------------------------------------- | ---------------------------------------------- | -------------------------------------- | -------------------------------------- |
|                                        |                                                |                                        |                                        |
| Merkmale                               | Sägehaie (Pristiophoridae)                     | Sägerochen (Pristidae)                 |                                        |
| Kiemen:                                | lateral (Kopfseiten)                           | ventral (Kopfunterseite)               |                                        |
| Barteln:                               | ein Bartelpaar in der Mitte der Säge           | keine Barteln                          |                                        |
| Zähne an der Seite der Säge:           | abwechselnd klein und groß                     | gleich groß                            |                                        |
| Habitat:                               | in größeren Tiefen der Schelfmeere             | küstennahes Flachwasser                |                                        |
| Größe:                                 | relativ klein bis mittelgroß: 60 cm bis 1,70 m | mittelgroß bis groß: 1,4 bis 7,50 m    |                                        |

## Lebensweise
Sägehaie ernähren sich von kleinen Fischen, Krebstieren und Tintenfischen und vermehren sich ovovivipar (eilebendgebärend). Vieles über ihr Verhalten und ihre Lebensumstände ist bis heute nicht erforscht.
Zur Nahrungssuche wird das lange Rostrum eingesetzt, welches mit Barteln und anderen Sinnesorganen ausgestattet ist und dadurch Bewegungen und wahrscheinlich auch elektrische Felder und chemische Eindrücke im Meeresboden wahrnehmen kann. Die Beute wird mit der Säge aufgespürt, ausgegraben und wahrscheinlich teilweise auch getötet. Daneben wird die Säge von einigen Sägehaien auch gegen Angreifer sowie gegen Artgenossen eingesetzt.

## Systematik

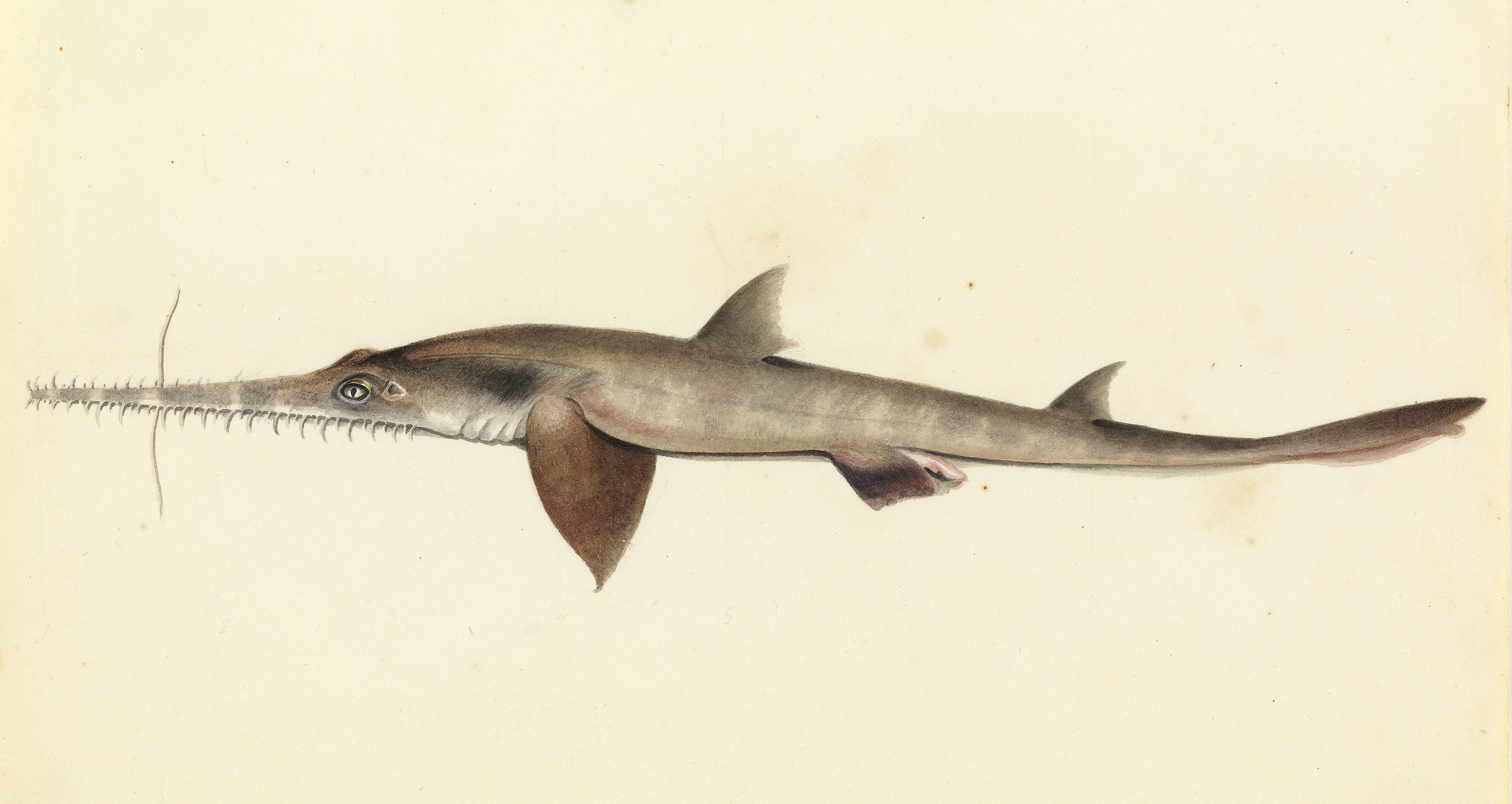
Langnasen-Sägehai (Pristiophorus cirratus)

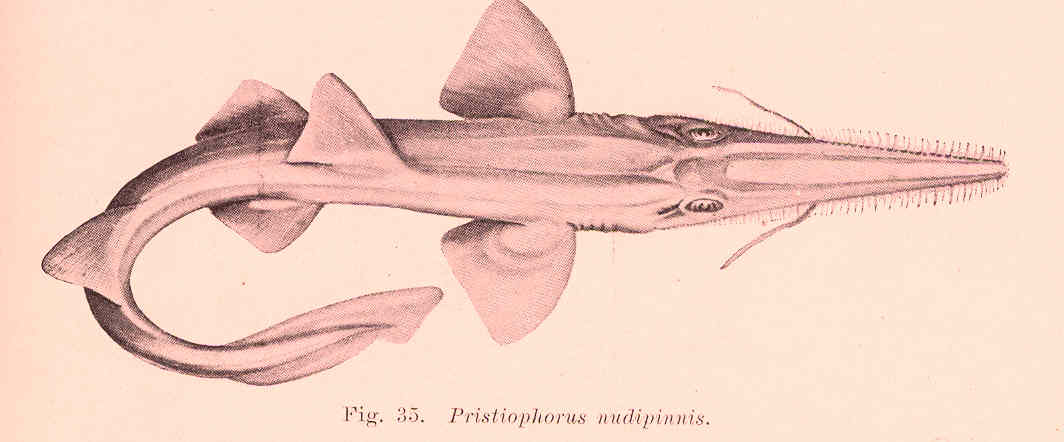
Kurznasen-Sägehai (Pristiophorus nudipinnis)

Die Sägehaie werden in zwei Gattungen untergliedert, von denen eine drei und die andere sieben formell beschriebene Arten enthält. Die Gattungen unterscheiden sich in der Anzahl der Kiemenöffnungen sowie im Bau der Zähne. Pliotrema hat sechs Kiemenspalten, die größeren Rostralzähne sind gesägt, die Zähne durch transversale Erhebungen verstärkt. Bei Pristiophorus sind die Zähne glatt, die großen Rostralzähne bleiben kleiner, es gibt nur fünf Kiemenspalten.
Compagno et al. (2005) erwähnen – neben der einen Pliotrema-Art – acht Pristiophorus-Arten, von denen zu diesem Zeitpunkt vier noch nicht formell beschrieben waren. Drei dieser Arten wurden inzwischen beschrieben: 2008 der Tropische Sägehai, 2011 der Zwerg-Sägehai vor der Küste Ostafrikas und zuletzt 2013 der Philippinische Sägehai. Hingegen ist der „Ostaustralische Sägehai“, der ehemals von der IUCN informell unter dem Namen „Pristiophorus peroniensis“ geführt wurde, wahrscheinlich mit dem Langnasen-Sägehai (Pristiophorus cirratus) identisch. Im März 2020 wurden zwei neue Arten der Gattung Pliotrema beschrieben, die damit nicht mehr monotypisch ist.

### Gattungen und Arten
- Gattung: Sechskiemer-Sägehaie (Pliotrema Regan, 1906)[5]
  - Annas Sechskiemer-Sägehai (Pliotrema annae Weigmann, Gon, Leeney & Temple, 2020)
  - Kajas Sechskiemer-Sägehai (Pliotrema kajae Weigmann, Gon, Leeney & Temple, 2020)
  - Warrens Sechskiemer-Sägehai (Pliotrema warreni Regan, 1906)
- Gattung: Pristiophorus Müller & Henle, 1837
  - Langnasen-Sägehai (Pristiophorus cirratus (Latham, 1794))
  - Tropischer Sägehai (Pristiophorus delicatus Yearsley, Last & White, 2008)
  - Japanischer Sägehai (Pristiophorus japonicus Günther, 1870)
  - Philippinischer Sägehai (Pristiophorus lanae Ebert & Wilms, 2013)
  - Zwerg-Sägehai (Pristiophorus nancyae Ebert & Cailliet, 2011)
  - Kurznasen-Sägehai (Pristiophorus nudipinnis Günther, 1870)
  - Bahamas-Sägehai (Pristiophorus schroederi Springer & Bullis, 1960)